# Our Love Was
Pistes de The Who Sell Out
Tattoo I Can See for Miles
Our Love Was est une chanson du groupe britannique The Who, parue sur l'album The Who Sell Out à la sixième piste, fin 1967.

## Caractéristiques
Our Love Was est une chanson semblant parler d'un amour qui se termine, avec ce que cela suppose de frustration et de regrets. 
La musique est assez mélancolique, voire triste. Les premiers couplets sont repris plusieurs fois. On remarque un premier break où le groupe répète love love love long, et un second pont où Pete Townshend effectue un court mais incisif solo de guitare. La chanson présente la profondeur mélodique habituelle des chansons des Who de l'époque, avec des mélodies recherchées et assez singulières. 
Ce titre a été enregistré aux studios Columbia de Los Angeles en septembre 1967. La version mono de ce disque était accompagnée d'un solo de guitare slide.
On entend trois publicités parodiques à la fin de la chanson. La première est un jingle de la radio pirate Radio London ; la seconde est une publicité pour le célèbre bar londonien Speakeasy; la troisième fait référence aux cordes de basse Rotosound. C'est Keith Moon et John Entwistle qui ont composé ces deux dernières parodies.